# Campeonato Mundial Master de Jiu-Jitsu
O Campeonato Mundial Master de Jiu-Jitsu é um dos torneios mais prestigiados da Federação Internacional de Jiu-Jitsu Brasileiro (IBJJF), reunindo atletas veteranos para competições de alto nível. Criado para proporcionar um ambiente competitivo adequado para lutadores mais experientes, o evento se tornou um marco no calendário do Jiu-Jitsu brasileiro.

## História
O Campeonato Mundial Master foi introduzido em 2012 pela IBJJF com o objetivo de oferecer uma competição de alto rendimento para atletas acima dos 30 anos. Desde então, tem sido realizado anualmente nos Estados Unidos, atraindo lutadores de diversas partes do mundo.

## Categorias
As categorias do torneio são divididas por faixa etária e por nível de graduação, garantindo que os competidores enfrentem oponentes com idade e experiência semelhantes.

### Categorias de idade
- Master 1 - 30 a 35 anos
- Master 2 - 36 a 40 anos
- Master 3 - 41 a 45 anos
- Master 4 - 46 a 50 anos
- Master 5 - 51 a 55 anos
- Master 6 - 56 a 60 anos
- Master 7 - 61 anos ou mais

### Categorias de graduação
- Faixa azul
- Faixa roxa
- Faixa marrom
- Faixa preta

## Edição de 2025
A edição de 2025 está programada para ocorrer entre os dias 28 e 30 de agosto, no no Westgate Las Vegas Resort & Casino , em Las Vegas, Nevada, Estados Unidos.

## Grand Prix da IBJJF
O Grand Prix da IBJJF é um torneio paralelo ao Mundial Master, reunindo atletas de elite em disputas que oferecem prêmios em dinheiro. A primeira edição aconteceu em 2016, durante a UFC Fight Week, em Las Vegas. O evento foi retomado em 2024 após um hiato de cinco anos.

## Vencedores recentes
- 2024 - Retorno do Grand Prix No-Gi com uma chave de 8 competidores disputando $40 mil dólares em prêmios.[7]
- 2023-  Nicholas Meregali venceu o GP absoluto.[8]
- 2022 - Felipe Carsalade Araujo Pena [en] venceu o absoluto.[9]
- 2021 - Victor Hugo campeão absoluto. [10]
- 2020 - Evento não realizado devido à pandemia de COVID-19.[11]
- 2019 - Leandro Lo venceu na categoria absoluta.[12]

## Veja Também
- Campeonato Mundial de Jiu-Jitsu
- Jiu-jitsu brasileiro
- Campeonato Pan-Americano de Jiu-Jitsu Brasileiro
- Campeonato Europeu de Jiu-Jitsu IBJJF
- Confederação Brasileira de Jiu-Jitsu
- Federação Internacional de Jiu-Jitsu Brasileiro
- Campeonato Internacional Master de Jiu-Jitsu [en]

## Links Externos
- International Brazilian Jiu-Jitsu Federation (IBJJF)
- Página oficial do Mundial Master da IBJJF
- FloGrappling - Notícias e cobertura do Jiu-Jitsu
- UFC - International Fight Week